# Junifall
Der Junifall (auch: Junifruchtfall) bezeichnet das Abfallen eines Teils der Früchte hauptsächlich von Kernobst-Bäumen. Besonders Apfel- und Birnbäume lassen im Zeitraum von Ende Mai bis Anfang Juli, zuerst drei bis vier und dann noch einmal etwa sechs bis acht Wochen nach der Blüte, einen Teil ihrer Früchte fallen. Beide Fruchtfallperioden können ineinander übergehen. Es handelt sich um einen natürlichen Vorgang, hervorgerufen durch eine Konkurrenz um beschränkt verfügbare Assimilate. Bei Kirschen wird der Fruchtfall als Röteln bezeichnet.

## Ursache
Der Hauptgrund für den Fruchtfall liegt in einer fehlenden oder unzureichenden Befruchtung. Verstärkt tritt die Erscheinung in Jahren mit kühler und feuchter Witterung zur Zeit der Blüte auf. Am Stielansatz der betroffenen Früchte bildet sich eine Korkschicht, weil die Früchte nicht ausreichend mit Nährstoffen versorgt werden, die so genannte Abscissionszone. Ursache für die Verkorkung ist das Pflanzenhormon Auxin, welches von den Samen der Frucht nicht in ausreichender Menge gebildet wird. Es entstehen zur Ablösung (Abszission) Reihen kleiner Zellen quer zur Achse des Fruchtstiels. Durch Auflösen der Zellwände kommt es zur Trennung vom Gehölz.

## Bedeutung für Obstbauern
Für die Produzenten von Obst ist der Junifall kein Problem, da die Erntemenge dadurch in der Regel nicht beeinträchtigt wird. Im Gegenteil trennt sich der Baum von zu viel entwickelten Fruchtanlagen. Nur 4–5 % der Blüten ergeben Früchte. Ebenfalls entfällt das Ausdünnen der Früchte von Hand (Putzen, heute nicht mehr üblich), mechanisch oder mit Hilfe von Pflanzenbehandlungsmitteln. In Jahren mit zu geringem Junifall wird durch das künstliche Entfernen von Früchten für eine ausreichende Qualität der verbleibenden Früchte gesorgt. Ohne Junifall oder Ausdünnen würden die Bäume zu viele kleine Früchte bilden, die nicht vermarktungsfähig sind. Im Folgejahr könnte es dadurch sogar zu einer starken Verminderung der Blüte und daraus folgend der Fruchtmenge kommen. Diesen Vorgang nennt man Alternanz.

## Bedeutung für Hobbygärtner
In der privaten Nutzung von Obstbäumen führt das Ausputzen zu einer verbesserten Obstqualität, wenn sie vor dem Junifall erfolgt. Man lässt an einem Blütenstand ein bis zwei Früchte stehen. Man kann die Fruchtzahl in ein Verhältnis zur Blattzahl setzen: 10 bis 15 Blätter, gezählt im Juni, reichen für einen Apfel aus. In schattigen Bereichen des Baumes sollten alle Fruchtansätze entfernt werden. Das Ausputzen erfolgt wenige Wochen nach der Blüte von Hand oder mit einer Schere. Man erhält dadurch weniger Früchte, die größer werden und insgesamt eine höhere Qualität aufweisen.